# STV (Slovacchia)
Slovenská televízia, STV (in lingua slovacca Televisione Slovacca) è stato l'ente televisivo pubblico della Slovacchia dal 1993 al 2010.

## Storia
Fu creato nel 1993 dopo la dissoluzione della Cecoslovacchia, ove il servizio televisivo era sorto nel 1956. STV era finanziata dal canone televisivo, dalla pubblicità e da contributi governativi.
Al momento della chiusura aveva tre canali: Jednotka ("Uno"), generalista, Dvojka ("Due"), dedicato a una programmazione di maggiore livello culturale, e Trojka ("Tre"), sportivo, inaugurato in occasione delle Olimpiadi di Pechino, poi chiuso il 30 giugno 2011. I primi due venivano chiamati STV1 e STV2 fino al 2004. Le trasmissioni sono ricevibili sull'intero territorio nazionale slovacco.
Dal 1º gennaio 2011 STV è parte, insieme a Slovenský Rozhlas, di un unico soggetto radiotelevisivo di stato, Rozhlas a televízia Slovenska ("Televisione e radio slovacca"), che rappresenta il paese presso l'Unione europea di radiodiffusione.

## Modalità di emissione
Jednotka e Dvojka sono entrambi disponibili tramite canali terrestri analogici e via cavo, nonché via satellite: Astra 3 satellite a 23.5°E. Fino al 2005 il satellite utilizzato era Eurobird 1 (28.5°E). Lo spostamento ha causato delle proteste in parte della popolazione che non può ricevere comodamente dal nuovo satellite.